# جسمانی‌سازی
جسمانی‌سازی رویه سرایت پریشانی روان‌شناختی به علائم جسمی و عضوی و متحمل شدنشان و جستجوی کمک پزشکی برای آن‌هاست. به بیانی عامیانه‌تر، ایجاد علائم فیزیکی از یک اختلال روانی مانند اضطراب است. این اصطلاح را نخستین بار ویلهلم اشتکل در سال ۱۹۲۴ ارائه کرد. جسمانی‌سازی پدیده‌ای جهان‌شمول است.

## سازوکار دفاعی
موردپژوهی مشهور زیگموند فروید، آنا او، شامل زنی بود که مبتلا به علائم فیزیکی متعددی بود که فروید باور داشت نتیجه غصه واپس‌رانده‌شده او به‌خاطر بیماری پدرش بودند؛ گرچه، درمان فروید روی او مؤثر واقع نشد و تحقیقات بعدی در تشخیص فروید تردید دارند.

## کودکان
با اینکه طبیعی‌ست که استرس‌ها و فشارها در زندگی یک کودک به‌شکل دردها/ناراحتی‌های جسمی بیان شوند، شواهدی وجود دارد که کودکانی که در خانواده‌هایی هستند که در آن‌ها گله و شکایت‌های جسمی به‌طرز ویژه‌ای مورد توجه قرار می‌گیرند، بعدتر در زندگی به‌طور چشمگیری بیشتر متمایل به بکارگیری جسمانی‌سازی به‌عنوان نوعی دفاع هستند.